# Rozdętkowate
Rozdętkowate (Physidae) – rodzina słodkowodnych ślimaków płucodysznych (Pulmonata) z rzędu nasadoocznych (Basommatophora) wyróżniana na podstawie rozwiniętego męskiego układu rozrodczego. Zaliczane do niej gatunki mają cienkościenną, gładką, lewoskrętną muszlę, jajowatą z niską skrętką lub wrzecionowatą. Ich ciało jest wysmukłe, a czułki nitkowate. Na brzegu płaszcza wielu gatunków występują palczaste wyrostki zachodzące na muszlę. Wśród płucodysznych wyróżniają się też tarką z zębami ułożonymi w rzędy w kształcie litery V oraz brakiem hemoglobiny.  Rozdętkowate są hermafrodytami.
Zasięg ich występowania obejmuje strefę umiarkowaną oraz chłodną Holarktyki i rozciąga się przez Amerykę Środkową do Południowej. Zostały introdukowane do wielu innych regionów i są obecne w większości ekosystemów wodnych. Zasiedlają rowy, stawy, jeziora, małe strumienie i rzeki. W Polsce stwierdzono występowanie 2 gatunków rodzimych (rozdętka pospolita i zawijka pospolita) oraz 1 gatunku obcego, zawleczonego ze strefy śródziemnomorskiej (rozdętka zaostrzona). 
Rozdętkowate można łatwo utrzymywać w akwarium.

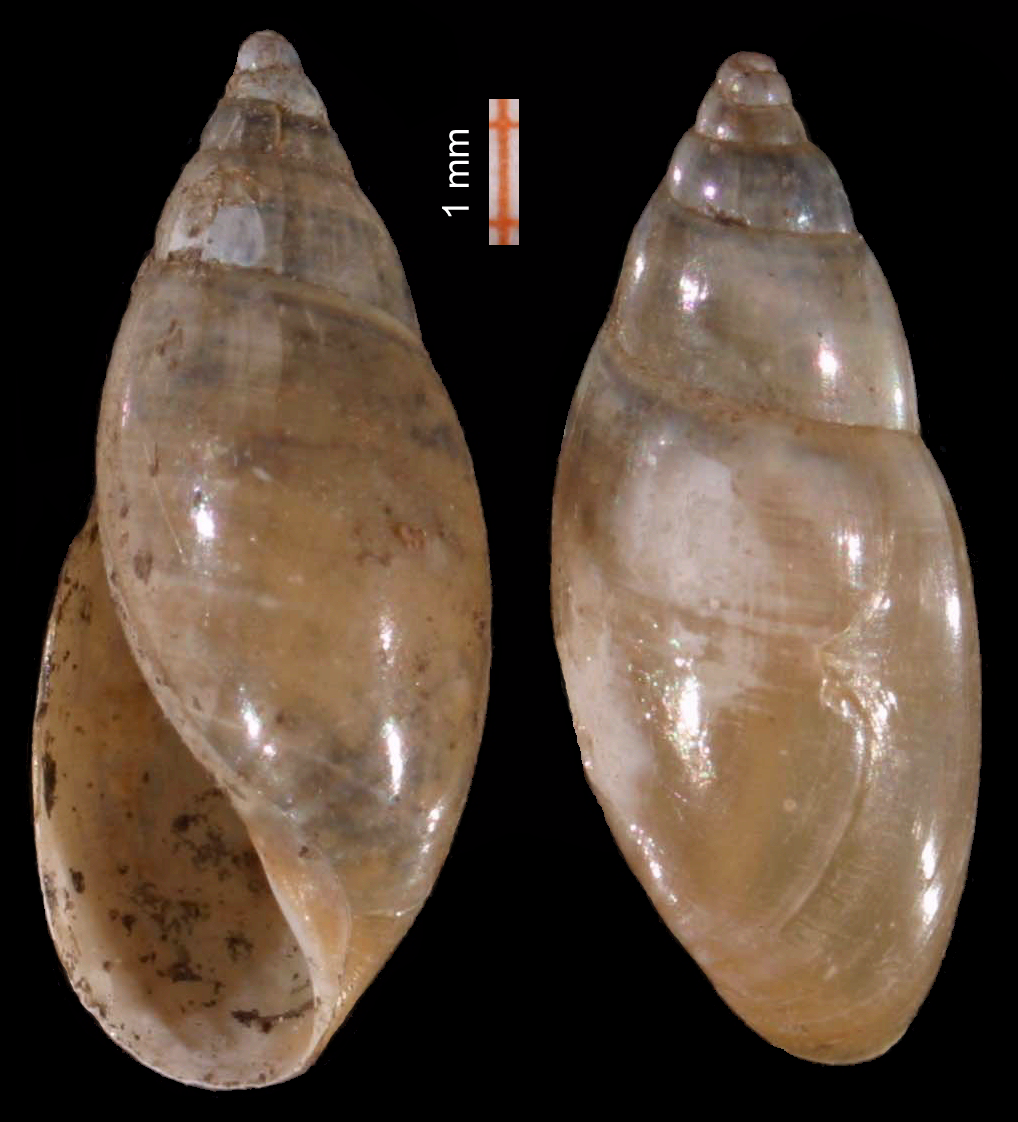
Muszla zawijki pospolitej (Aplexa hypnorum)

## Systematyka
W obrębie tej rodziny opisano około 460 taksonów, z czego około 80 uznawanych jest za poprawnie opisane gatunki. Sklasyfikowano je w podrodzinach Physinae i Aplexinae. Zaliczane do nich rodzaje pogrupowano w plemiona:
- Physinae 
  - Plemię Physini 
    - Beringophysa
    - Laurentiphysa
    - Physa

  - Plemię Haitini
    - Haitia

  - Plemię Physellini
    - Archiphysa
    - Chiapaphysa
    - Petrophysa
    - Physella
    - Ultraphysella
    - Utahphysa
- Aplexinae
  - Plemię Aplexini
    - Amuraplexa
    - Aplexa
    - Paraplexa
    - Sibirenauta

  - Plemię Amecanautini
    - Amecanauta
    - Mayabina
    - Mexinauta
    - Tropinauta

  - Plemię Austrinautini
    - Austrinauta
    - Caribnauta

  - Plemię Stenophysini
    - Afrophysa
    - Stenophysa

Rodzajem typowym rodziny jest Physa.